# Provinz Lucca
Die Provinz Lucca (italienisch Provincia di Lucca) ist eine italienische Provinz in der Region Toskana. Die Provinz hat 380.693 Einwohner (Stand 31. Dezember 2024) in 33 Gemeinden auf einer Fläche von 1.773 km². Hauptstadt ist Lucca.
Die Provinz grenzt im Westen an das Tyrrhenische Meer und an die Provinz Massa-Carrara, im Norden an die Region Emilia-Romagna (Provinz Reggio Emilia und Provinz Modena), im Osten an die Provinz Pistoia, im Südosten an die Metropolitanstadt Florenz und im Süden an die Provinz Pisa.
Bekannte Gemeinden der Provinz neben Lucca sind die Seebäder Viareggio, Camaiore, Pietrasanta und Forte dei Marmi.

## Größte Gemeinden
(Einwohnerzahlen Stand 31. Dezember 2024)
| Gemeinde                  | Einwohner |
| ------------------------- | --------- |
| Lucca                     | 88.614    |
| Viareggio                 | 60.697    |
| Capannori                 | 46.615    |
| Camaiore                  | 31.755    |
| Pietrasanta               | 22.731    |
| Massarosa                 | 21.835    |
| Altopascio                | 16.053    |
| Seravezza                 | 12.352    |
| Barga                     | 9406      |
| Porcari                   | 8835      |
| Forte dei Marmi           | 6665      |
| Borgo a Mozzano           | 6679      |
| Bagni di Lucca            | 5556      |
| Castelnuovo di Garfagnana | 5596      |

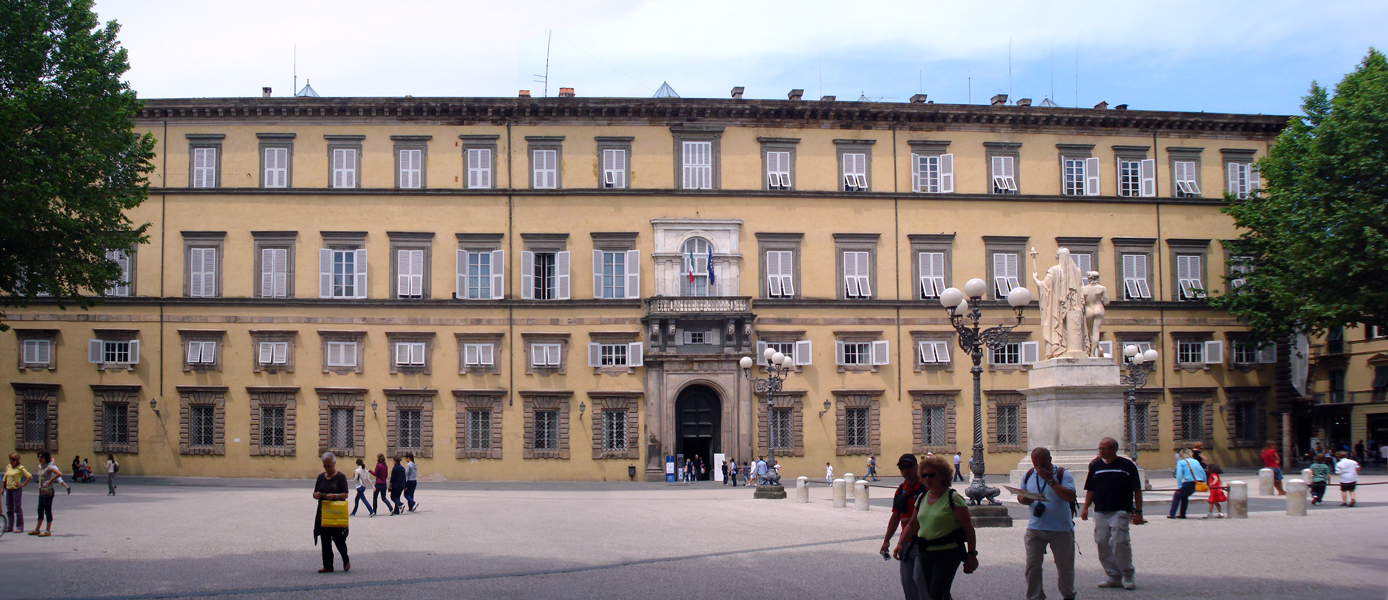
Lucca, Palazzo Ducale, Regierungssitz der Provinz

Die Liste der Gemeinden in der Toskana beinhaltet alle Gemeinden der Provinz mit Einwohnerzahlen.